# Владо Бајић
Владо Бајић (Бара, код Босанског Петровца, 17. јула 1915 — Београд, 23. јун 2004), учесник Народноослободилачке борбе, генерал-пуковник ЈНА и народни херој Југославије.

## Биографија
Рођен је 17. јула 1915. године у селу Бара, код Босанског Петровца. Потиче из земљорадничке породице. Извесно време се бавио земљорадњом, а потом је радио у шумарском предузећу „Шипад“.
Одмах после окупације Југославије укључио се у припреме за оружани устанак. 27. јула 1941. године био је међу првим борцима у устанку. Тог дана је, са групом мештана, дошао у Дошенов Гај и учествовао у борби против усташа на Калабином Брду.
Средином августа 1941. примљен је у чланство Комунистичке партије Југославије и изабран за командира десетине у Трећој чети партизанског батаљона „Слобода“. Већ у првим акцијама испољио је смелост и одлучност.
Средином октобра 1941. постао је командир Дринићког вода са којим је изводио акције у подгрмечу. Када је Дринићки вод у фебруару 1942. године ушао у састав Прве чете Петровачког партизанског батаљона, Владо је постао заменик командира чете, а касније и командир чете. Убрзо потом постао је заменик команданта батаљона. Истакао се у јуришу на Италијане у селу Колунић, маја 1942. године.
Како је Народноослободилачка војска Југославије, Владо је, ваћ као искусан старешина, заузимао све одговорније положаје. Крајем маја 1942. године постао је командант једног Ударног батаљона у саставу Петог крајишког партизанског одреда. Под његовим руководством, батаљон је извршио низ успешних акција на простору Јања и Купреса. Батаљон је, ојачан деловима Петог крајишког одреда ослободио Гламоч. Тада се Владо са групом добровољаца провукао у центар града, где је непријатељ изненађен и разбијен.
Када је средином августа 1942. године формирана Трећа крајишка ударна бригада, Владо је постао заменик команданта бригаде. У време борби код села Миостра заједно са куриром разоружао је 12 домобрана.
У борбама за ослобођење Прозора, у зиму 1943. године, Владо је, заједно са Миланом Боснићем, разоружао вод Италијана. Трећа крајишка брига прославила се у борби против окупатора не само у западној Босни него и у осталим крајевима Југославије. Учествовала је у бици на Неретви и Сутјесци. После пробоја из долине реке Сутјеске, Владо је кратко био командат Седме крајишке ударне бригаде.
Средином августа 1943. године Владо Бајић је постао командант Треће крајшке ударне бригаде. Бригада је под командом Бајића, у другој половини августа 1943. ослободила Доњи Вакуф и Турбе, а заједно са Четвртом крајишком бригадом и Бугојно.
За успешно извођење акција у борбама за разбијање непријатељске офанзиве, крајем 1943. и почетком 1944. године, Трећа карјишка бригада је похваљена од Врховног команданта НОВ и ПОЈ Јосипа Броза Тита, а у саставу Првог пролетерског корпуса проглашена за „узор бригаду“. Све те заслуге и успеси умногоме су заслуга сналажљивости, самоиницијативе и одлучности њеног команданта Влада Бајића.
У нападу на непријатељско упориште у Зеници 10/11. октобра 1943. године, бригада је постигла ванредно велики успех. Оштећена су и запаљена фабричка постројења, уништена железничка станица, локомотиве, вагони, запаљена велика количина бензина, заплењена велика количина оружја и друге опреме. За ову акцију бригади је одато признање - похваљена је од стране Врховног команданта.
У време десанта на Дрвар, бригада је имала значајну улогу. Целисходном употребом снага бригада је разбила непријатеља на правцу Ливно-Гламоч и спречила његов продор ка Дрвару.
Када се потом, јуна 1944. године, на простору Травник-Бугојно Прва пролетерска дивизија нашла у окружењу, бригада је у тринесточасовној борби на Црном Врху одбила нападе надмоћнијег непријатеља и омогућила извлачење осталих јединица ка Враници. Потом је бригада водила борбе на Златибору, Палисаду, код Ваљева, Младеновца и у другим местима у Србији. Учествовала је у борбама за ослобођење Београда и на Сремском фронту.
Владо Бајић је 10. јануара 1945. године постављен за команданта 21. српске дивизије, која је заједно са Првом пролетерском дивизијом извршила пробој Сремског фронта и продужила борбе за ослобођење земље.
После рата, Бајић је био на високим војно политичким дужностима: командант дивизије, начелник штаба и командант корпуса, помоћник команданта армије за политичко-правне послове и командант армијске области. Завршио је Војну академију „Ворошилов“ и Вишу војну академију ЈНА. Пензионисан је у чину генерал-пуковника. Био је члан Председништва Савезног одбора СУБНОР-а од 1965. до 1969. и члан Конференције СКЈ од 1969. године.
Умро је 23. јуна 2004. године у Београду и сахрањен је у Алеји народних хероја на Новом гробљу.
Носилац је Партизанске споменице 1941. и других југословенских одликовања. Орденом народног хероја одликован је 23. јула 1952. године.